# Rävsvans Förlag
Rävsvans Förlag är ett svenskt spelföretag som gett ut flera bordsrollspel: Västmark, Skymningshem: Andra Imperiet samt Lemuria. Förlaget är baserat i Skövde och drivs av Krister Sundelin.